# Malleville-sur-le-Bec
 Malleville-sur-le-Bec  là một xã thuộc tỉnh Eure trong vùng Normandie miền bắc nước Pháp.